# 大流士二世
大流士二世（古波斯楔形文字：𐎭𐎠𐎼𐎹𐎺𐎢𐏁 [Dārayavahuš] 错误：{{Transl}}：无法识别语言／字母代码 古波斯语（帮助）；前522年—前404年），波斯阿契美尼德王朝国王（前423年－约前404年在位），阿尔塔薛西斯一世之子。薛西斯二世、塞基狄亚努斯的兄弟。
原任希尔卡尼亚总督，薛西斯二世被謀殺後，塞基狄亚努斯自立，半年後，大流士二世殺死了塞基狄亚努斯，自立為王。
前413年，平定希尔卡尼亚和米底叛乱。雅典远征西西里失败后，大流士二世决定收复自前448年由其控制的小亚细亚沿海地区。前407年，他派儿子小居鲁士任小亚细亚驻军司令。前404年，大流士二世病故。